# Спільна політична рада з питань математики
Спільна політична рада з питань математики (англ. -The Joint Policy Board for Mathematics, JPBM ) складається з Американського математичного товариства, Американської статистичної асоціації, Математичної асоціації Америки та Товариства з промислової та прикладної математики .
Рада налічує майже 55 000 математиків та вчених, які є членами чотирьох організацій.
Кожного квітня JPBM святкує Місяць обізнаності з математикою та статистикою [Архівовано 22 січня 2021 у Wayback Machine.] (раніше подія називалася Місяцем обізнаності з математикою). Ціль такого заходу - підвищити розуміння математики та статистики в суспільстві. Подія була перейменована JPBM у 2017 році. Щоб поліпшити координацію та покращити тематичність, JPBM вирішила у 2017 році, що більше не буде щорічно призначеної теми для Місяця обізнаності з математикою та статистикою. 

## Премія взаємодії з суспільством від JPBM
Кожного січня на Спільній математичній нараді (щорічна математична конференція Американського математичного товариства в США) JPBM вручає власну нагороду за комунікацію журналісту чи іншій особі, що проводить інформативну роботу, за вагомий внесок у донесені точної математичної інформації до нематематичної аудиторії.

### Лауреати премії взаємодії з суспільством від JPBM
- 2020: Крістофер Бадд і Джеймс Тантон
- 2019: Марго Лі Шеттерлі
- 2018: Ві Харт і Метт Паркер
- 2017: Сіобхан Робертс, за Експозиції та Популярні книги, та Артур Т. Бенджамін, за громадські роботи
- 2016: Саймон Сінгх, за «Експозиційні та популярні книиг», та Національний музей математики (Нью-Йорк, США), за громадські роботи
- 2015: Нейт Сільвер
- 2014: Даніка Маккеллар
- 2013: Джон Аллен Паулос
- 2012: Дана Маккензі
- 2011: Ніколас Фалакчі та Шеріл Хьютон
- 2010: Маркус дю Сотой
- 2009: Джордж Чісері
- 2008: Карл Бялік
- 2007: Стівен Х. Строгац
- 2006: Роджер Пенроуз
- 2005: Баррі Артур Ципра
- 2003: Роберт Оссерман
- 2002: Геламан Фергюсон і Клер Фергюсон
- 2001: Кіт Дж. Девлін
- 2000: Сільвія Насар
- 1999: Ян Стюарт
- 1998: Констанс Рід
- 1997: Філіп Дж. Девіс
- 1996: Джина Колата
- 1994: Мартін Гарднер
- 1993: Джоель Шнайдер
- 1991: Іварс Петерсон
- 1990: Х'ю Уайтмор
- 1988: Джеймс Глейк

## зовнішні посилання
- JPBM [Архівовано 10 січня 2020 у Wayback Machine.]
- Місяць обізнаності з математикою та статистикою [Архівовано 22 січня 2021 у Wayback Machine.]
- MAA: Премія взаємодії з суспільством від JPBM ( JPBM Communications Award) [Архівовано 5 січня 2013 у Wayback Machine.]